# Lumír Olšovský
Lumír Olšovský (ur. 3 lipca 1973 w Hulczynie) – czeski aktor i reżyser.

## Życiorys
Studiował aktorstwo w konserwatorium w Ostrawie. Po ukończeniu nauki w konserwatorium w 1991 roku wyjechał do teatru w Karlowych Warach. W późniejszym okresie występował na scenach teatralnych takich jak Divadlo za branou II, Teatr Muzyczny w Karlinie (Hudební divadlo Karlín) i Teatr na Vinohradach (Divadlo na Vinohradech). W Teatrze Narodowym w Brnie został obsadzony w roli głównej w musicalu Kristián.
Występował gościnnie w teatrze na Fidlovačce (Divadlo na Fidlovačce), w teatrze Kalich oraz w Teatrze Broadway.
Na swoim koncie ma także role w filmach i serialach telewizyjnych. Prowadzi i reżyseruje programy telewizyjne. Pracuje również w dubbingu.
Jest autorem i reżyserem komedii muzycznej Den na zkoušku z Moniką Absolonovą w roli głównej (2005) oraz komedii Pět v tom (2010).
W 2008 roku ukończył studia bakalarskie z zakresu reżyserii na Wydziale Teatralnym Akademii Sztuk Scenicznych w Pradze.
Za rolę Cosmo Browna w musicalu Zpívání v dešti otrzymał nagrodę Talii (Cena Thálie, 2001).

## Życie prywatne
W 2010 roku zawarł związek partnerski z historykiem teatru Pavlem Bárem, z którym jest w związku od maja 2001 roku.